# Општина Залха (Салаж)
Залха (рум. Zalha) општина је у Румунији у округу Салаж.
Oпштина се налази на надморској висини од 318 m.